# 桑多納
桑多納是哥倫比亞的城鎮，位於該國西南部，由納里尼奧省負責管轄，距離首府帕斯托46公里，面積101平方公里，主要經濟活動是農業，農產品有甘蔗、咖啡、玉米、豆類等，2005年人口25,134。

## 外部連結
- （西班牙文） Sandona official website
- （西班牙文） Mariana University; history of Sandona （页面存档备份，存于）

1°17′N 77°28′W / 1.283°N 77.467°W